# Julije Rorauer
Julije Rorauer (Zengg, 1859. április 11. – Bécs, 1912. december 4.), horvát író, műfordító, szinikritikus, egyetemi tanár, a Zágrábi Egyetem rektora.

## Élete és munkássága
1888-ban Zágrábban szerzett jogi doktorátust. A kormány vezető jogi tisztviselőjeként dolgozott, 1906-tól a jogi kar rendes tanára, 1910–11-ben a Zágrábi Egyetem rektora. A Népi Haladás Pártjának (magyar orientációjú) tagjaként 1911-ben képviselő volt a budapesti parlamentben. Az irodalomban 1883-ban a francia „pièce bien faite” mintájára készült „Maya” című szalondrámájával és a Dubrovnik múltjáról szóló prózai „Jegjupčanin” című monodrámájával jelent meg. Ezt követte az „Olynta” (1884) című dráma, amely egzotikus spanyol környezetben játszódik.
Leggyakoribb témái a szalonélet és a házasságtörés volt, kozmopolita környezetben, kalandos hősnőkkel. A „Naši ljudi” (1889) című darab műsorelőszavában, amelyben keresztmetszetet adott a horvát társadalomról, következetesen unionista (magyar) politikai opciókat követve egyértelműen a horvát nemzeti, politikai és kulturális hagyományok ellenfelének vallotta magát. A „Sirena” (1896) című darab a horvát „pièce bien faite” legjobb drámai dialógusával tűnik ki.
Szalonintrikákkal teli naturalista drámái álarisztokratikus atmoszférában és bővelkedve a paráznaságban, a hivatalos kritikusok és a közvélemény elítélését váltották ki, ugyanakkor ügyesen utánoztak ismert európai tematikai és dramaturgiai rendszereket. Operakritikákat publikált a „Pozor”ban. Elindította és szerkesztette az „Arhiv za šalu i satiru” (1885–86) című humoros félhavi folyóiratot, amelyet franciából fordítottak. Irodalmi munkássága mellett művészi fényképezéssel foglalkozott. A nemzetgazdaságtan professzoraként jelentette meg a „Potreba: kritičko-ekonomska študija” (1903) című szakmai szöveget.
Élete utolsó időszakában súlyos idegrendszeri zavarokkal küzdött. Idegeinek kezelésére
a zágrábi szanatóriumban és a stenjevaci ideggyógyászati intézetében keresett menedéket.
A kezelést a bécsi Loew szanatóriumban folytatták. Itt tartózkodott, amikor 1912. július 21-én öngyilkosságot kísérelt meg. Állapota átmentileg javult, de a nyakán borotvával ejtett seb miatt december 4-én életmentő műtétet kellett végrehajtani rajta, mely sikertelen volt. Négy nappal később a Mirigoj temető családi árkádjában helyezték örök nyugalomra.

## Főbb művei
- Maja (1883)
- Olynta (1884)
- Naši ljudi (1889)
- Sirena (1896)